# Giovanni Manna
Pour les articles homonymes, voir Manna.
Giovanni Manna (né le 21 janvier 1813 à Naples et mort dans la même ville le 23 juillet 1865) est un économiste et un homme politique du royaume d'Italie.

## Biographie
Giovanni Manna fait des études de jurisprudence, et sera un grand économiste politique italien. Nommé ministre des Finances dans le gouvernement napolitain, le 3 avril 1848, il est élu sénateur du royaume d'Italie, puis ministre d'État du Commerce et de l'Agriculture, le 8 décembre 1862.

## Décorations
- Grand officier de l'ordre des Saints-Maurice-et-Lazare.